# Oleksandr Lytvynenko (athlète)
Oleksandr Lytvynenko, en ukrainien : Олександр Литвиненко, est un athlète handisport ukrainien qui concours en compétition para-athlétisme aux épreuves du saut en longueur et en 100 m hommes de la catégorie handicap T36. Il remporte la médaille de bronze lors des Jeux paralympiques d'été de 2024 de Paris en terminant à la troisième place au saut en longueur.

## Biographie
Oleksandr Lytvynenko a participé aux Championnats d'Europe d'athlétisme handisport  de 2018 où il remporte la médaille d'or en saut en longueur et où il termine 4e aux sprints d100 m et 200 m. Pour les championnats du monde d'athlétisme handisport 2019 à Dubaï avec l'équipe ukrainienne et il obtient la médaille de bronze en saut en longueur. En 2021, il remporte à nouveau le saut en longueur dans sa catégorie T36 aux Championnats d'Europe d'athlétisme handisport.
Lors des Jeux paralympiques d'été de 2024 de Paris, il obtient la médaille de bronze en saut en longueur avec un saut de 5m76 terminant donc troisième derrière le vainqueur de l'épreuve, Evgenii Torsunov et le médaillé d'argent, le brésilien Aser Mateus Almeida Ramos.